# Quilt (группа)
Quilt (с англ. — «Стёганое одеяло») — психоделическая инди-рок-группа из Бостона, состоящая из четырёх участников: Анна Фокс Рочински (вокал/гитара), Шейн Батлер (вокал/гитара), Кевин Ларо (вокал/бас) и Джон Эндрюс (вокал/ударные). Они выпустили три альбома, мини-альбом и несколько синглов на лейбле Mexican Summer. Группа гастролирует по всему миру. Они пишут вместе и делят вокальные обязанности. Они родились на местной импровизационной сцене и объединили элементы фолк-рока, психоделии и дрим-попа.

## Дискография
Смотри статью «Дискография Quilt» в англ. разделе.
- Quilt (Mexican Summer, November 2011)
- Held in Splendor (Mexican Summer, January 2014)
- Plaza (Mexican Summer, 2016)